# Neuville-lès-Dieppe
Pour les articles homonymes, voir Neuville.
Neuville-lès-Dieppe est une ancienne commune française située dans le département de la Seine-Maritime et la région Normandie. Elle est associée à la commune de Dieppe depuis le 1er janvier 1980.

## Géographie
Le hameau de Puys fait partie de Neuville.

## Toponymie
Mentions anciennes : In Novavilla super Depam au XIIe siècle, Neufville-sur-Dieppe en 1413, Neuville-le-Pollet en 1704, Neuville en 1757, Neuville-lès-Dieppe en 1906.

## Histoire
Le 1er janvier 1980, la commune de Neuville-lès-Dieppe est rattachée à celle de Dieppe sous le régime de la fusion-association.
Une partie de l'ancienne commune a été classée zone urbaine sensible et désormais quartier prioritaire, autour de la place Henri Dunant, avec 3 027 habitants en 2018 pour un taux de pauvreté de 45 %.

## Politique et administration
| Période                                  | Période            | Identité            | Étiquette | Qualité                  |
| ---------------------------------------- | ------------------ | ------------------- | --------- | ------------------------ |
| Les données manquantes sont à compléter. |                    |                     |           |                          |
|                                          | mars 1938          | M. Braidy           |           |                          |
| mai 1938                                 | 30 septembre 1943, | Jean Puech          |           |                          |
| 194X                                     |                    | Robert Vain         |           |                          |
| 195x                                     | 197x               | Marcel Guesdon      |           |                          |
| Les données manquantes sont à compléter. |                    |                     |           |                          |
| mars 1977                                | 31 décembre 1979   | Christian Cuvilliez | PCF       | Enseignant, syndicaliste |

| Période                                  | Période  | Identité            | Étiquette | Qualité                              |
| ---------------------------------------- | -------- | ------------------- | --------- | ------------------------------------ |
| 1980                                     | 1989     | Christian Cuvilliez | PCF       | Premier adjoint au maire de Dieppe   |
| 2001                                     | 2008     | Françoise Billiez   | DL        | Deuxième adjointe au maire de Dieppe |
| 2008                                     | 2014     | Bernard Brébion     | PS        | Conseiller municipal                 |
| 2014                                     | En cours | Patricia Ridel      | PCF       | Adjointe au maire de Dieppe          |
| Les données manquantes sont à compléter. |          |                     |           |                                      |

## Démographie
| 1793 | 1800 | 1806 | 1821 | 1831 | 1836 | 1841 | 1846 | 1851 |
| ---- | ---- | ---- | ---- | ---- | ---- | ---- | ---- | ---- |
| 432  | 498  | 470  | 559  | 546  | 535  | 571  | 600  | 614  |

| 1856 | 1861 | 1866 | 1872  | 1876  | 1881  | 1886  | 1891  | 1901  |
| ---- | ---- | ---- | ----- | ----- | ----- | ----- | ----- | ----- |
| 652  | 726  | 885  | 1 177 | 1 309 | 1 425 | 1 852 | 2 136 | 2 403 |

| 1911  | 1921  | 1926  | 1931  | 1936  | 1946  | 1954  | 1962  | 1968  |
| ----- | ----- | ----- | ----- | ----- | ----- | ----- | ----- | ----- |
| 2 824 | 2 972 | 3 267 | 3 831 | 4 788 | 4 803 | 5 457 | 6 723 | 9 009 |

## Culture locale et patrimoine

### Lieux et monuments
- Église Saint-Aubin
- Chapelle Notre-Dame de Bonsecours

### Personnalités liées à la commune
- Pierre Angot (1958-), compositeur, né dans la commune
- Marcel Yves Bizien (1920-1943), aviateur militaire, né à Neuville
- Paul Deschamps (1908-1981), sculpteur, né dans cette commune
- Alexandre Dumas (1802-1870), écrivain, mort au hameau de Puys
- Alphonse Féry d'Esclands (1835-1909), magistrat et sportsman, mort à Neuville
- Georges Mirianon (1910-1986), artiste peintre, né à Neuville